# Mordellistena malaccana
Mordellistena malaccana es una especie de coleóptero de la familia Mordellidae.

## Distribución geográfica
Habita en Malaca.